# Hubbs næbhval
Hubbs næbhval (Mesoplodon carlhubbsi) er en art i familien af næbhvaler i underordenen af tandhvaler. Dyret kan blive op til 6 meter langt og veje op til 1500 kg.